# جمال الدين الحسيني الدمشقي
جمال الدين بن نور الدين الحسيني الدمشقي (؟ - 1687) أديب شامي في القرن السابع عشر الميلادي/ القرن الحادي عشر الهجري عاش معظم حياته في اليمن والهند. وصف بأنه كان «رجلاً حسن الخُلُق لطيف الصُّحبة شهيَّ النُكتة أديباً شاعراً واسع المعرفة بعدد من فنون العلوم. وشعره سهلٌ واضحٌ بعضه وجدانيٌ وبعضه في المديح.»

## سيرته
هو جمال الدين بن نور الدين علي بن علي بن أبي الحسن الموسوي العاملي الجبعي الدمشقي؛أبوه أخو محمد صاحب المدارك. قرأ في دمشق علی محمد بن حمزة نقيب الأشراف وأخذ عنه أشياء كثيرة. ثم هاجر إلى مكة وجاور فيها مدة. بعدئذ دخل اليمن في أيام أحمد بن الحسن.

وغادر جمال الدين الحسيني اليمن إلى الهند ووصل إلى حيدرآباد في أيام صاحبها أبو الحسن بن عبدالله قطب شاه وعاش عنده في صفاء إلى أن غضب الإمبراطور أورنك زيب علی أبو الحسن واستولى على البلاد، في 25 ذي القعدة 1098/ 1 أكتوبر 1687 فانقلب الدهر على جمال الدين. وقد مات وشيكا بعد ذلك في حيدر آباد في أواخر سنة 1098 هـ/ 1687 م.

## من شعره
من شعره يمدح إمام اليمن :